# 1276 w literaturze
Wydarzenia literackie w 1276 roku.

## Zmarli
- Guido Guinizelli, włoski poeta (ur. ok. 1240)